# متنزه بلوفيلت الحكومي
 متنزّه بلاوفيلت، يبلغ مساحته 644 أكر (2.61 كـم2) متنزّه حكومي غير مطور، ويقع المتنزّه في بلدة أورانج تاون في مقاطعة روكلاند، نيويورك، قريب من نهر هدسون باليساديس. تحتل أرض المتنزّه موقع المخيم بلو فيل دز السابق، وهو نطاق بندقية يستخدم لتدريب أفراد الحرس الوطني في نيويورك قبل الحرب العالمية الأولى. ويقع المتنزّه جنوبًا من ناياك.

## تاريخ
قبل أن تصبح حديقة بلاوفليت الحكومية، كانت هذه الممتلكات تُعرف باسم كامب بلو فيلد، وهي نطاق بندقية كبير تستخدم في المقام الأول لتدريب أفراد الحرس الوطني في نيويورك . وشغل نطاق البندقية 335 أكر (1.36 كـم2) من الأرض ووصفت عام 1910 بأنها الأكبر في البلاد. تم انتقاد موقع النطاق على الفور تقريبًا، وتم تسجيل شكاوى من وجود رصاصات طائشة في المناطق السكنية القريبة حتى قبل الانتهاء الرسمي للميدان. تم تشغيل مجموعة البنادق بعد وقت قصير من شراء الدولة الأولي للأرض في عام 1909 حتى تم نقل إدارتها إلى لجنة حديقة باليساديس بين الولايات في عام 1913.
في السنوات التي تلت ذلك، استخدام كام بلو فيلد كمخيم صيفي جمعية الشابات المسيحيات للنساء العاملات في مدينة نيويورك  ومعسكر تدريبي تابع لمجلس التعاون التقني ، ومعسكر صيفي بجامعة كولومبيا، وكمقصد للمشاركين في صندوق الهواء العذب. في عام 1930، استأنف المعسكر الاستخدام العسكري من قبل الجيش الأمريكي، الذي استخدم الممتلكات لبرامج التدريب في ذلك العام. في عام 1942، استخدم جنود من معسكر شانكس الممتلكات كمنطقة تدريب، واستخدمت كمركز للغارات الجوية خلال الحرب العالمية الثانية.
حديقة مقاطعة كلاوزندلاند الجبلية المجاورة هي المنزل السابق لموقع إطلاق صواريخ نايك. خلال الحرب الباردة، كان الموقع جزءًا من حلقة من صواريخ نايك أرض - جو المحيطة بمدينة نيويورك، والتي تهدف إلى الدفاع عن المدينة من القاذفات السوفيتية.

## وصف الحديقة
متنزّه بلاوفليت هو متنزّه غير متطور إلى حد كبير مع عدم وجود مرافق غير مسارات المشي على الأقدام ومحدودية مواقف السيارات . الحديقة ترتبط مع العديد من المدن الأخرى وحدائق المقاطعة، بما في ذلك كلاوزلاند ماونتن، ومتنزه باترميلك فولز، ومتنزه تاكاماك، ومتنزه شويلر/برادلي تاون، مما خلق سلسلة حديقة سلس إلى حد كبير في هدسون باليسيدز.
تقدم الحديقة العديد من التسهيلات فوق نهر هدسون وتابان زي. الطريق الطويل، أثر المشي على الأقدام يربط فولت لي، نيو جيرسي إلى أديرونداك من نيويورك، يسافر عبر الحديقة.
كما أن أطلال نطاق بندقية كامب المهجورة منذ امد بعيد، بما في ذلك الأنفاق التي تربط أهدافًا بعيدة المدى بخط إطلاق النار، داخل المتنزّه.

## روابط خارجية
- متنزهات ولاية نيويورك: Blauvelt State Park
- خريطة Blauvelt State Park Trail
- New York-New Jersey Trail Council: تفاصيل ومعلومات Blauvelt State Park Trail
- مجموعات التراث الرقمي لوادي نهر هدسون: صور معسكر بلوفيلدز